# 秦野市立図書館
秦野市立図書館（はだのしりつとしょかん）は、神奈川県秦野市にある市立図書館。秦野市カルチャーパークの施設の一つ。

## 概要
前身となる図書館は1922年（大正11年）開館の秦野図書館（現在の秦野市立本町小学校）、終戦後の1950年（昭和25年）開館のアメリカ秦野図書館（農協本町支所付近）。その後数回の移転を経て、現在の秦野市立図書館が中央運動公園（現カルチャーパーク）内に1985年（昭和60年）開館。2022年（令和4年）末現在51万冊収蔵。
2020年（令和2年）10月、電子図書館のサービスを開始し、対応した図書をインターネット経由で閲覧できるようになった。

## 利用案内

### 利用者
館内利用や閲覧は誰でも可能。貸出は秦野市に在住・通勤・通学、または近隣の18市町村在住者（図書館カードの作成が必要）。

### 休館日
- 月曜日（祝日の場合は開館し、翌日以降の最初の平日が休館）
- 資料整理休館日（主に月末の金曜日）
- 年末年始
- 資料特別整理期間ほか

### 開館時間
- 火曜日・祝日：9:00-17:00
- 水・木・金・土・日曜日：9:00-19:00

出典

## 館内

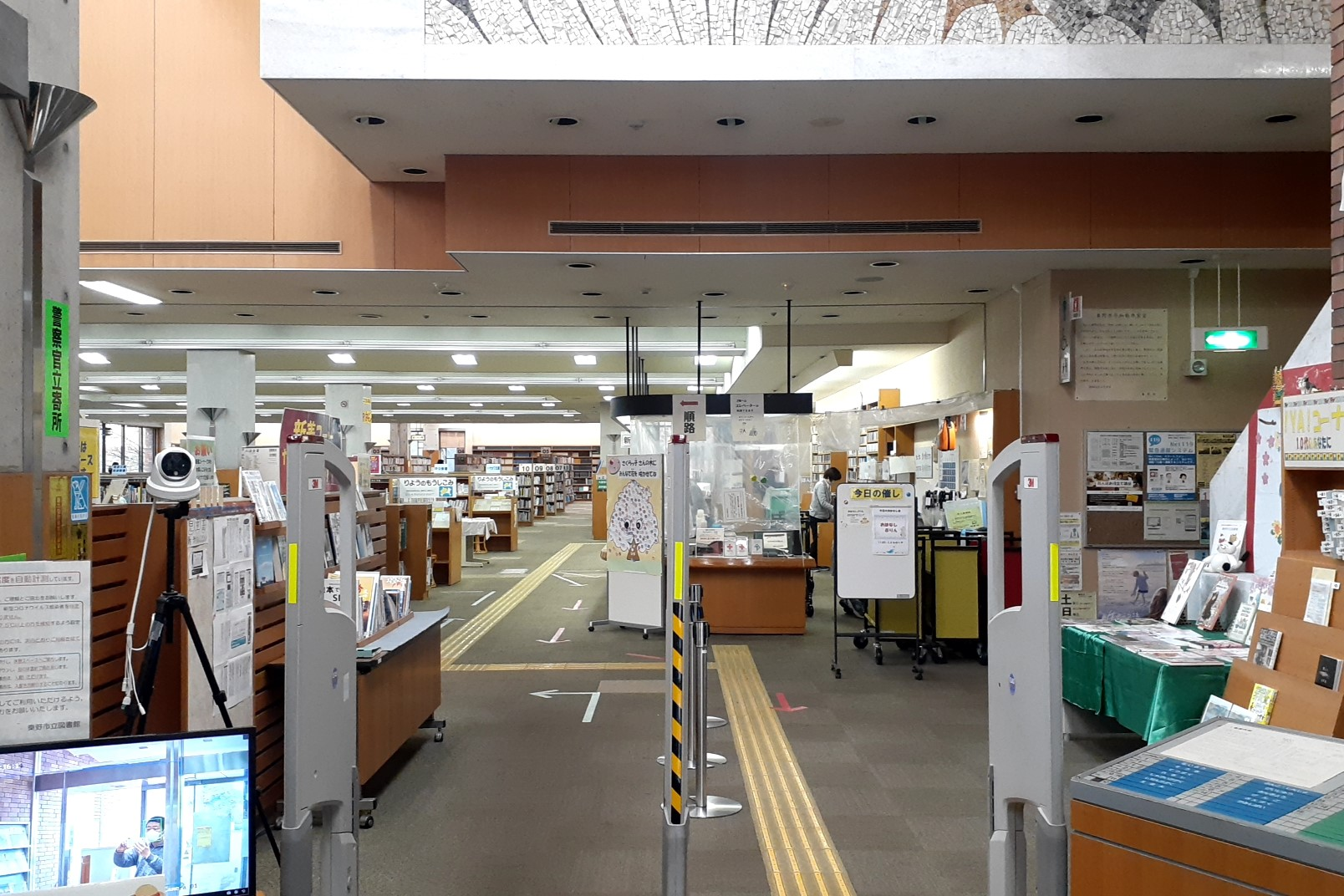
秦野市立図書館　内観

### 1階
- 閲覧室（一般開架）
- 新聞雑誌コーナー
- こどものへや
- ともしび室
  - 目の不自由な方のための設備、録音図書、点訳本を配置。

### 2階
- 調査研究室

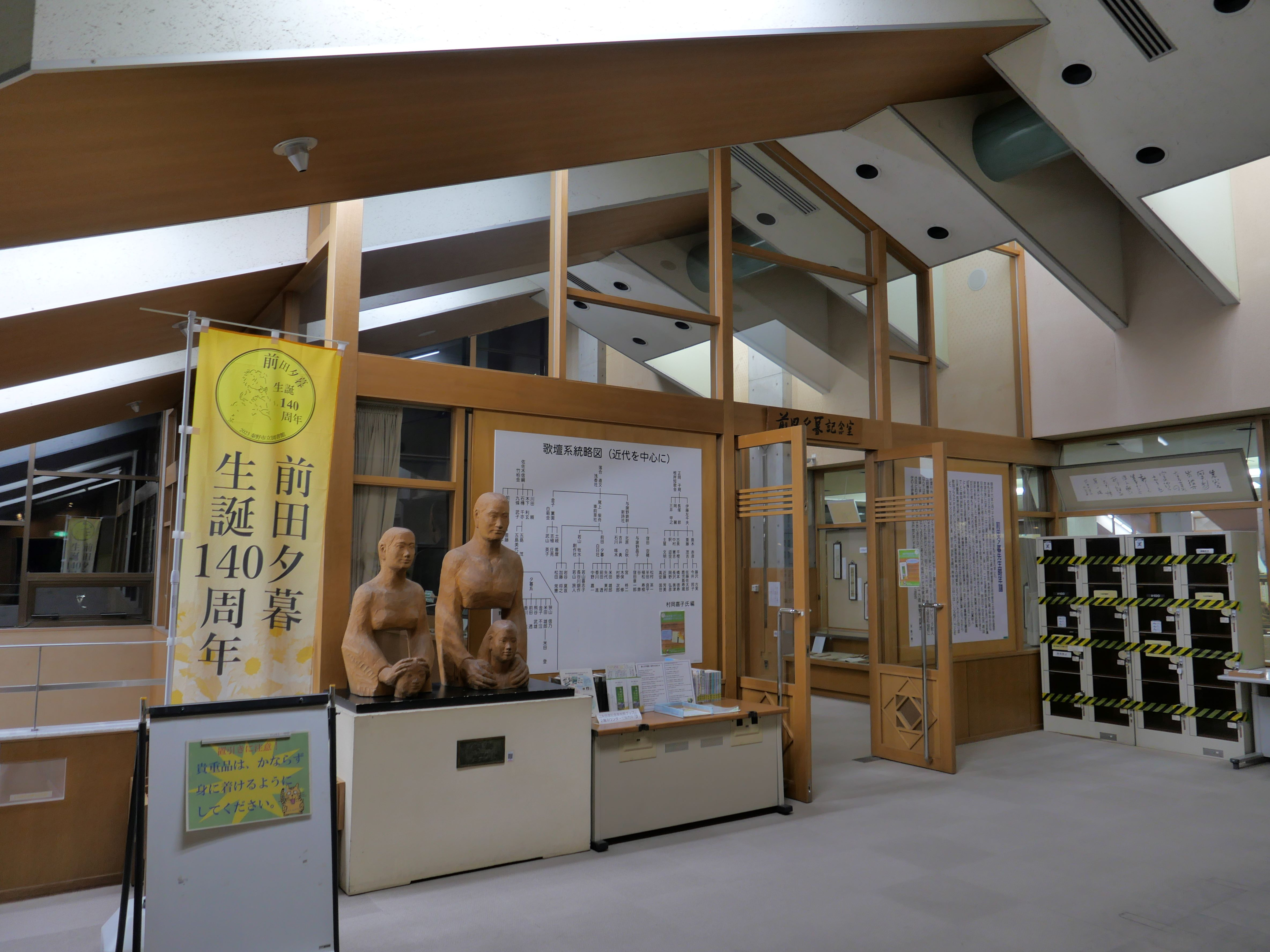
前田夕暮記念室、2024年9月撮影

  - 郷土図書、辞典、年鑑、白書類を収蔵。資料は貸出不可。
  - 座席は個人席26席、4人机16席、2階カウンターで配布する座席券制。
  - インターネット閲覧用PC3台設置。
- グループ学習室（20席）
  - 持ち込みPC利用可、インターネット接続設備なし。
- 視聴覚室
- 前田夕暮記念室
  - 秦野市出身の歌人前田夕暮のほか、ゆかりの文学者に関する資料を展示。
- はだの浮世絵ギャラリー

出典

## 図書館を利用できる施設

### 公民館
市内の公民館全てに図書室を併設しており、公民館に収蔵する本の貸し出しのほか、図書館からの取り寄せも可能。蔵書数は各5000冊以上、合計10万冊以上収蔵。
- 東公民館
- 鶴巻公民館
- 渋沢公民館
- 上公民館
- 南ヶ丘公民館
- 堀川公民館
- 西公民館
- 南公民館
- 北公民館
- 大根公民館
- 本町公民館

### 駅連絡所等
連絡所で本・雑誌の予約と受け取り、返却が可能。ファミリーマートはだの市役所前店では返却のみ可能。
- 駅連絡所
  - 秦野駅連絡所（ポレスター秦野駅前３階）
  - 渋沢駅連絡所（渋沢駅舎内）
  - 鶴巻温泉駅連絡所（エターナル鶴巻１階）
  - 東海大学前駅連絡所（小田急マルシェ東海大学前内）
- 広畑ふれあいプラザ（下大槻、広畑小学校校舎）
- ファミリーマートはだの市役所前店（返却ポスト）

## 他図書館との提携利用

### 広域利用
市内在住者は神奈川県立図書館と18市町村の下記図書館が利用ができる。初回利用時に各図書館で利用登録が必要。
- 相模原市立図書館
- 厚木市立中央図書館
- 大和市立図書館
- 海老名市立図書館
- 座間市立図書館
- 綾瀬市立図書館
- 愛川町図書館
- 清川村図書館
- 平塚市図書館
- 伊勢原市立図書館
- 大磯町立図書館
- 二宮町図書館
- 南足柄市立図書館
- 大井町図書館
- 山北町立生涯学習センター図書室
- 開成町民センター図書室（工事により2024年12月末まで閉室予定、臨時図書室が開室している[8]）
- 中井町立井ノ口公民館図書室
- 松田町図書館

また、18市町村在住者は秦野市立図書館を利用できる。

### 東海大学付属図書館の利用
※2024年9月現在、東海大学図書館の整備計画により地域住民による利用を停止中。再開時期未定。
以下の3条件をすべて満たす場合、東海大学との申し合わせにより東海大学付属図書館が利用可能となっている。
- 18歳以上で秦野市に住民登録または外国人登録している
- 秦野市立図書館の利用登録をしている
- 研究テーマを持っている

#### 利用可能な図書館
- 湘南校舎
  - 中央図書館
  - 11号館分館
  - 12号館分館
  - 13号館分館
- 伊勢原校舎（貸出不可）
  - 1号館図書館
  - 3号館図書館

また、東海大学の学生や教職員は秦野市立図書館を利用できる。

## 関連条例
- 秦野市立図書館条例
- 秦野市立図書館条例施行規則
- 秦野市立図書館資料収集基準